# Long Away
"Long Away" é um single da banda britânica de rock Queen, distribuído em junho de 1977. A música é original do álbum A Day at the Races, lançado no final do ano anterior. Foi escrita pelo guitarrista e também um dos vocalistas do grupo, Brian May.
Brian escreveu a música e a canta. É uma das poucas canções em que May utiliza instrumentos diferentes do que sua guitarra Red Special. Para as partes de guitarra base, o artista utilizou um violão de doze cordas (embora ele tenha usado a Red Special para o solo no meio da faixa). A canção tem um tom triste, descrevendo que "para cada estrela no céu / há uma alma triste aqui hoje", e um sentimento nostálgico e melancólico sobre a música. É semelhante à '39 de A Night at the Opera, embora sem a influência folk. John Deacon executa o baixo, Roger Taylor canta as partes mais altas da música. Freddie Mercury só fez os vocais de apoio.
Em uma entrevista ocorrida em 1983, Brian afirmou que "Long Away" é uma de suas composições pelas quais gostaria de ser lembrado no futuro.

## Ficha técnica
Banda
- Brian May - vocais, violão, guitarra e composição
- John Deacon - baixo
- Freddie Mercury - vocais de apoio
- Roger Taylor - bateria e vocais de apoio